# Brytyjska Kompania Wschodnioindyjska

Flaga Angielskiej Kompanii Wschodnioindyjskiej w latach 1600–1707

Flaga Brytyjskiej Kompanii Wschodnioindyjskiej w latach 1707–1801

Flaga Brytyjskiej Kompanii Wschodnioindyjskiej w latach 1801–1858

Brytyjska Kompania Wschodnioindyjska (ang. British East India Company, początkowo Angielska Kompania Wschodnioindyjska – English East India Company, potocznie John Company) – korporacja zrzeszająca angielskich inwestorów, z siedzibą w Londynie, działająca od 1600 roku do 1858 roku, głównie na terenie dzisiejszych Indii, także w Azji Południowo-Wschodniej i na Dalekim Wschodzie.
Działalność kompanii zapoczątkowała królowa angielska Elżbieta I, nadając jej przywilej monopolu handlowego z Indiami Wschodnimi. Na terenach kolonizowanych przez Brytyjczyków instytucja ta miała szerokie uprawnienia polityczne i administracyjne, daleko wykraczające poza tradycyjny handel. Mogła utrzymywać własną armię, zawierać układy polityczne i sojusze, wypowiadać wojnę, miała prawo do posiadania własnej waluty i pobierania podatków. Na przestrzeni XVII i XVIII wieku podbiła Indie, budując szereg fortów i faktorii, które zapoczątkowały powstanie aglomeracji takich jak: Surat (1612), Ćennaj (Madras, 1639), Kolkata (Kalkuta, 1690).
W roku 1614 kompania rozpoczęła swą działalność w Chinach, z faktorią w Kantonie (Guangzhou). Działała również na terenie Azji Południowo-Wschodniej, przyczyniając się do powstania Singapuru. W czasie swej działalności z kompanii handlowej przeistoczyła się we władcę Indii. Do 1760 roku wyeliminowała wpływy francuskie na terenie Indii (rywalizacja z Francuską Kompanią Wschodnioindyjską). Brytyjska Kompania Wschodnioindyjska była w czasie swej działalności jednym z głównych filarów rozwoju ekonomicznego Anglii i miała ogromny wpływ na imperialną politykę tego kraju.
W roku 1813 rząd brytyjski zniósł monopol kompanii na handel z Indiami, a w roku 1833 zniósł monopol na handel z Chinami, umacniając równocześnie rolę Kompanii w administracji Indiami. Powstanie Hongkongu i rosnąca konkurencja, zwłaszcza w handlu herbatą, pchnęły Kompanię do rozpoczęcia upraw tej rośliny w Indiach. Sprowadzone przez Roberta Fortune’a sadzonki i chińscy specjaliści dały początek indyjskiemu przemysłowi herbacianemu.
W 1858, po powstaniu sipajów, rząd brytyjski przejął władzę w Indiach. Kompania została rozwiązana w roku 1874.